# 接觸未來 (小說)
《接觸未來》（英語：Contact）是美國科幻小說作家卡爾·薩根創作的小說，在當年美國所有出版發行書籍中銷量名列第七。1997年美國導演罗伯特·泽米基斯改編成電影《接觸未來》，茱蒂·福斯特主演。

## 角色
- 艾莲诺·“艾丽”·阿诺威－科學家
- 維戈－科學家
- 习喬木－政治家
- 蘇哈娃媞－科學家
- 阿波巴尼·伊達－科學家
- 莊慕霖－科學家
- 齊茲－國防部副部長
- 凡樂黎－科學家
- 徐侃智－總統科學顧問
- 藍欽－佈道家
- 海登－企業家
- 山義－企業家
- 內海－高僧

## 劇情
艾莲诺·“艾丽”·阿诺威从小就对天文学产生了浓厚的兴趣，以优异成绩从哈佛大學毕业后，她成为一位搜寻地外文明计划「阿戈斯計畫」的科学家，在新墨西哥州天文台工作。每天，她的主要工作就是通过电台监听各个波段的信息，希望可以找到来自地外生命发来的讯号。
4年后，艾丽发现了一系列来自织女星的强烈信号，这些信号以音频形式出现，并且不断重复从小到大的所有质数。这一发现引起了白宮和美国国家安全委员会的高度注意。经过解码处理后最终发现这是一段阿道夫·希特勒在1936年柏林奥运会上致辞的视频信息。艾丽推测这段信号出现是因为1936年柏林奥运会开幕时，当时的德国元首希特勒为了展示德国强大的科技实力而进行的第一次向全世界甚至外太空发送电视转播信号。该信号经过26年时间后到达26光年外的织女星，又被当地的智慧生命传回，再经26年后才到达地球。
这一系列惊人的发现很快传遍了全世界，经过进一步地分析和解码，科学家们发现这些信息中包含了超过數万页工业设计图纸的信息，但却一直苦于找不到破解密码以便看懂这些信息的方法。企業家海登详细解释了解码的方法後，所有的信息都顺利得到了分解，这些信息看起来似乎是用于制造某种机器的蓝图。
美國與蘇聯开始分別集资於懷俄明州及烏茲別克建造这台机器，各国也开始挑选执行这次任务的候选人。虽然艾丽是最优先考虑的几名人选之一，但教授莊慕霖成为美國此次任务的执行人。但就是机器进行組裝時，恐怖組織引爆了炸弹，导致包括莊慕霖在内的多名工作人员遇难，於是艾丽成為五位执行这次任务成員，另外四位成員則是蘇聯科學家維戈、中國政治家席喬木、印度科學家蘇哈娃媞、奈及利亞科學家阿波巴尼·伊達。
海登此時告诉她其实在日本北海道还建有另外一台一模一样的机器，艾丽立即动身前往北海道。为了避免再出现类似的事故，北海道的安保工作极其严格，甚至拒绝了任何媒体的现场采访、记录要求。执行这次任务
经过倒数，機器从三个不断旋转的巨大圆环间落下，艾丽等人似乎进入了一系列虫洞之中进行高速的穿梭。最终，艾丽来到了一个看起来似乎与自己童年时期画过的一幅画非常相似的海滩边，一个模糊的影像逐渐逐渐接近自己，一直走到身前时才看得出来原来竟是她早已因心脏病发而去世的父亲。原来这一切都只是因为外太空的智慧生命认为以这样的方式来与地球人进行接触，应该会更容易被接受。艾丽试图询问对方许多问题，但外星生命都没有正面回答，而只是向她解释了这次旅程只是人类与其他智慧物种间接触所必须的第一步。
艾丽等人之后得知，任何人看来，似乎什么事情也没有发生。但艾丽等人坚持认为自己已经穿越时空，但卻沒有任何紀錄留下。

## 外部連結
- Larry Klaes' in-depth analysis of the film and novel （页面存档备份，存于）
- Audio Review （页面存档备份，存于） at The Science Fiction Book Review Podcast （页面存档备份，存于）